# ألين ليش
ألين ليش (بالإنجليزية: Allen Leech)‏ هو ممثل أيرلندي، ولد في 18 مايو 1981 في جمهورية أيرلندا.

## أعمال

### أفلام
- (2018) الملحمة البوهيمية[4]

### مسلسلات
- داونتون آبي

## وصلات خارجية
- ألين ليش على موقع IMDb (الإنجليزية)
- ألين ليش على موقع قاعدة بيانات الأفلام العربية
- ألين ليش على موقع ألو سيني (الفرنسية)
- ألين ليش على موقع أول موفي (الإنجليزية)
- ألين ليش على موقع قاعدة بيانات الأفلام السويدية (السويدية)
- ألين ليش على موقع قاعدة بيانات الفيلم (الإنجليزية)
- ألين ليش على موقع كينوبويسك (الروسية)